# The Meadows (Florida)
The Meadows es un lugar designado por el censo ubicado en el condado de Sarasota, Florida, Estados Unidos. Según el censo de 2020, tiene una población de 5037 habitantes.
En la práctica es un barrio de la ciudad de Sarasota.

## Geografía
Está ubicado en las coordenadas 27°21′47″N 82°28′28″O / 27.36306, -82.47444. Según la Oficina del Censo de los Estados Unidos, tiene una superficie total de 6.64 km², de la cual 6.16 km² son tierra y 0.48 km² son agua.

## Demografía
Según el censo de 2020, hay 5037 personas residiendo en la zona. La densidad de población es de 788.84 hab./km². El 92.5% de los habitantes son blancos, el 1.9% son afroamericanos, el 0.1% son amerindios, el 0.9% son asiáticos, el 1.2% son de otras razas y el 3.4% son de una mezcla de razas. Del total de la población, el 3.9% son hispanos o latinos de cualquier raza.